# Leonard Bajić
Fra Leonard Miško Bajić (Vojnić Sinjski, 27. studenoga 1889. − Stara Gradiška, 17. veljače 1948.) bio je hrvatski katolički svećenik, kršćanski mistik, prevoditelj i bogoslov. Bio je učitelj (magistar) franjevačkih novaka u Zaostrogu, Visovcu, Omišu, Makarskoj i Zagrebu. Djelovao je i u Bio je vrlo plodni vjerski pisac.

## Životopis
Rodio se je u Vojniću kod Sinja oca Stjepana i majke Anđe r. u obitelji Hrvata.
Bio je prepoznatljiva stila pisanja. Znao je što čitateljstvo želi, pa su ga čitali i jednostavni i učeni, pratio je inozemne bogoslovno-asketske revije i iz njih crpio nadahnuće za daljnji rad. Pozornost je posvetio brojnim jednostavnim, dobrim i svetim dušama među našim ljudima, koje još uvijek, radi naše nemarnosti, ostaju nepoznate, a mogu biti uzor bogoljubna i kreposna života drugima. Među ostalim opisao je Ivku Živalj, Ivana Rozića, Josipa Ivelića i dr. Druge teme o kojima je pisao su svijest Božjeg boravka u ljudskom tijelu, nesavršenosti, samoodricanje, novi putevi duhovnog života i apostolata, sakramenti kao sredstvima mističnog sjedinjenja, sabranost u molitvi, Sveto pismo, BDM i njeno štovanje u katolika te kod sjedinjenih i nesjedinjenih istočnih kršćana, duhovno savršenstvo, tekstove nabožno-divulgativne naravi, listopadskim pobožnostima, čudesima (Lourdes, čudotvorno raspelo u Limpiasu), ukazanjima Žalosne Gospe u La Saletti i dr.  U duhu svog vremena branio je svojim pisanjem istine vjere i zasade katoličkog nauka. To je činio pokrivanjem tema i izravnog vjerskog života kao i temama koje su se ticale narodnih i kulturnih tekovina kao sastavnicâ koje pripadaju vjeri i nacionalnoj svijesti. 
Pisao je i o socioekonomskim temama (socijalna pravda, socijalnom karakteru privatnog vlasništva, moralci i trgovačkom poslovanju).
Čitateljstvu je skretao pozornost na važnost mističnog bogoslovlja koje je toliko bitno da poznavanje istog snažno utječe na cjelokupni život i pojedinaca i cjelokupne kršćanske zajednice.
Kraj drugog svjetskog rata dočekao je u Zagrebu. Bio je žrtava progona koje su nove jugokomunističke vlasti sprovodile nad katoličkim svećenstvom. Hrvatska je po broju proganjanih i usmrćenih katoličkih svećenika prednjačila u Europi (samo ova fratarska zajednica je za rata i poraća na razne načine izgubila 44 fratra). Nove jugokomunističke vlasti okomile su se na njega i još nekoliko svećenika, dvojice radnika i jedne kućanice (Ivan Matošić, Ivica Salamon, fra Serafin Rajić, fra Matej Vodanović, fra Alberto Bukić, fra Josip Visković i Jolanda Bauer ). Bajić je tad boravio u samostanu Majke Božje Lurdske u Zagrebu. Uz veliko policijsko osiguranje Udbinu su agenti u detaljno pripremljenoj akciji upali u ranim jutarnjim satima 19. travnja 1947. upali u samostan. Uhićenike su istoga dana smjestili u istražni zatvor u Petrinjskoj ulici br. 12 u samice. Traumatično svjedočenje uhićenja imao je fra Karlo Jurišić, koji je prvi put u životu stigao u Zagreb baš u predvečerje pretresa i uhićenja fratara.
Bajić je saslušan 22 puta između prvog saslušanja 20. travnja 1947. i zadnjeg saslušanja 7. srpnja 1947.
Bajić je 17. srpnja iste godine optužen u staljinističkom, totalitarističkom stilu: "od prvog dana poslije oslobođenja rovarili protiv narodnih vlasti širili raznovrsnu neprijateljsku propagandu, unosili zabunu u narod, stupili u vezu sa stranom špijunažom sami postali špijuni, šiljući inozemnim špijunima neistinite prikaze o našoj državi da bi konačno svršili kao teroristi i ubojice za novac koji dobivaju iz inozemstva", uz sulude optužbe da on i suoptuženi kolege "nikad nisu imali veze sa narodom, nikad se nisu brinuli o narodu i njegovim interesima, nikad im na srcu nisu ležali dobrobit i blagostanje narodno" "odmah poslije osobođenja pristupili su neprijateljskom, posebno špijunskom radu, a zatim stvorili i špijunsko-terorističku organizaciju u franjevačkom samostanu Majke Božje Lurdske u Vrbanićevoj ul. br. 35 u Zagrebu, smišljali i sprovodili diverzije i ubijstva" i za vojni angažman.
Presudom je lišen slobode, osuđen na prisilni rad u trajanju od 12 godina, gubitak političkih i građanskih prava na mirovinu i socijalno osiguranje u trajanju od 3 godine. Žalba koju je uložio njegov branitelj Vladimir Ćiril Brajša, koji ga je savjesno branio, nije uvažena. Na sudu je javni tužitelj grada Zagreba Vladimir Ranogajec zaprijetio i samom odvjetniku Brajši da će ga optužiti (a tijekom suđenja braniteljima i odvjetnicima oduzimao je svaku riječ obrane). Bajićev slučaj bio je pokazni primjer poslijeratne rebarbarizacije stanja u Hrvatskoj, kad ovakve lakrdije od suđenja nisu bila neobična, kad su presude kad su se ljudi olako okrivljivali, osuđivali, a često i smicali, kao što se dogodilo Bajićevom fratarskom subraćom o. Matejom Vodanovićem i s o. Serafinom Rajićem. Mnogi nisu niti imali sreću da ih branitelj pošteno brani, nego su branitelji pomagali tužitelju da se optuženici što više kazne, kao što je napravio branitelj fra Serafina Rajića Mate Tafra, koji je umjesto braniti klijenta, za klijenta tražio najveću kaznu "za primjer drugim fratrima, kvislinzima i izdajicama".
Krvavi obračun novih vlasti s Crkvom nije stajao samo na ovome. Vrh ondašnje komunističke vlasti prijetio je upravi upravi franjevačke provincije da će ukinuti cijelu zajednicu, provinciju ukinuti, samostan Majke Božje Lurdske ukinuti, okupirati i u njega smjestiti "novi komunistički proleterijat" (prosvjednici koji su u ime partijskih organizatora svakodnevno dolazili ispred samostana i demonstrirali). Ovaj samostan bio je na piku jugokomunistima zbog više razloga. Među ostalim u njemu su tijekom rata u bijegu bježeći pred indoktriniranim partizanima sklonili se mnogi izbjegli svećenici iz Dalmacije i Bosne i Hercegovine, pa su ga jugokomunisti smatrali "ustaškim gnijezdom". Zbog ove prijeteće situacije i zbog izbjegavanja još većeg zla optuženim odnosno zatvorenim fratrima, vikar provincije fra Karlo Nola javio je svećenicima u inozemstvu neka ne koriste ovo montirano suđenje u propagandne svrhe. Samo suđenje nije odjeknulo u inozemstvu kao suđenje nadbiskupu Alojziju Stepincu i njegovoj skupini od godine prije, no baš zbog ovih prijetnji udarom na franjevce i katoličku Crkvu, odustalo se od eskaliranja s ovim problemmom u međunarodnoj javnosti.
Bajić i ostali osuđenici napisali su pismo zamjeniku provincijala fra Karlu Noli (provincijal fra Petar Grabić bio je zatvoren i osuđen) u kojem su izjavili da je sudski proces bio namješten, a sve optužbe lažne. Izjavu su na tankom papiru napisali i potpisali pod zakletvom, Papir su potom dali zatvorskom postolaru koji je taj papir zašio u postolu o. Karla Bošnjaka i koji je tako uspio prokriomčariti poruku provincijalu.
Bajić je upućen na izdržavanje kazne u Kazneno popravni dom Stara Gradiška. U zatvoru je imao neljudske životne uvjete. Umro je u zatvoru 17. veljače 1948. u Staroj Gradišci od upale pluća. Pokopna je na zatvorskom groblju "Uskoci" pokopan. Zemni mu ostatci nisu nikada ekshumirani i dostojno sahranjeni u neku franjevačku grobnicu.

## Djela
Djela je potpisivao kao Leonard[o] Bajić, o. L. Bajić ili pseudonimom Leo(n) Nardić (Fr. L. Nardić). Članke je objavio u Novoj reviji, Hrvatskoj enciklopediji, Duhovnom životu, Vjesnik književnog društva sv. Jeronima, Narodnoj politici, Kulturnim pogledima, novinama Hrvatskoj straži, Književnim pogledima, Croatia orans, Kalendaru sv. Ante, glasniku Gospi Sinjskoj (listu za uzgoj i pouku katoličkog puka), Riječi Božjoj, Katoličkom listu, listu za liturgijski život Život s Crkvom, Sacerdos Christi, Seljačkim novinama, Luči, Bogoslovskoj smotri, U duhu katoličke obnove i drugdje.
Pisao je stručne članke, rasprave, životopise Božjih ugodnika, crtice, lijepe pouke, prikaze knjiga i dr. Na zamolbu fra Bonaventure Zeca, napisao je za hrvatsko svećenstvo jedno manje djelo o organizaciji pobožne bratovštine Počasne straže Srca Isusova (Svjetska svećenička zajednica prijatelja Srca Isusova).
Prevodio je s francuskog i talijanskog.
Knjige:
- Ivan Rozić, franjevac, mučenik i mogući zagovornik pred Bogom, 1928.
- Svjetska svećenićka zajednica prijatelja Srca Isusova, 1930.
- U duhu katoličke obnove: idejni prilog k proslavi 1300 godišnje veze hrvatske države sa Svetom Stolicom, 1940.

## Zanimljivosti
Prvi samostalni tiskani rad jest molitvenik Vjenčić Krista Kralja ili Vjenčić molitava na čast Isusa Krista Kralja. Taj je molitvenik napisao radi što aktivnijeg sudjelovanja vjernika u novoustanovljenoj proslavi Krista Kralja (papa Pio XI., 11. prosinca 1925.). Napisao ga je na zamolbu svetišta Gospe od Zdravlja, jer se ta svetkovina osobito slavila u ovoj crkvi u Splitu na Dobrome. Ovo je izdanje dugo bilo u uporabi.

## Djela o njemu
- S. Čovo: Fra Leonard Bajić: mučenik za vjeru i domovinu, Služba Božja, Split, 2003., ISBN 978-953-6236-15-2, 372 str.[1]

Fra Petar Bezina napisao je djelo o procesu i suđenju Bajiću i inim optuženicima u Zagrebu 1947. Franjevci provincije Presvetoga Otkupitelja žrtve rata 1942. – 1948.